# Montecalvario
Montecalvario ist der 4. von den 30 Stadtteilen (Quartieri) der süditalienischen Hafenstadt Neapel. Er gehört zum Historischen Zentrum (Centro Storico) sowie zu dessen sozioökonomisch gesehen ärmeren Stadtteilen.

## Geographie und Demographie
Montecalvario grenzt es an die benachbarten Stadtteile Avvocata, San Giuseppe, San Ferdinando, Chiaia und Vomero.
Montecalvario ist 0,75 Quadratkilometer groß und hatte im Jahr 2009 22.440 Einwohner.